# Дитрих фон Хесен
Дитрих фон Хесен (на немски: Dietrich von Hessen; † сл. 1226) е благородник от Хесен.

## Произход
Той е син на Теодерикус де Хесенем († сл. 1129). Брат е на Лудолф фон Хесен († сл. 1203) и Фолрад фон Хесен († сл. 1226).

## Деца
Дитрих фон Хесен има трима сина:
- Фолрад фон Хесен († сл. 1252), баща на Клемента фон Хесен (* ок. 1212; † сл. 1270), омъжена за граф Фридрих II фон Фалкенщайн († сл. 1277)[2]
- Дитрих II фон Хесен († сл. 1255), женен за фон Кирхберг, има трима сина
- Лудолф фон Хесен († сл. 1221)